# Turjaci
Turjaci (1910-ig Turjake) falu Horvátországban Split-Dalmácia megyében. Közigazgatásilag Sinjhez tartozik.

## Fekvése
Splittől légvonalban 24, közúton 36 km-re északkeletre, községközpontjától 7 km-re délre, a dalmát Zagora területén, a Sinji mező délnyugati szélén, a Sinjből Triljbe menő út mentén fekszik.

## Története
A térségben a török uralom, 1686-ig Sinj felszabadításáig tartott. A török felett 1715-ben Sinjnél aratott nagy győzelem, majd az 1718-as  pozsareváci béke véget vetett az állandó török veszélynek. A kipusztult lakosság pótlására a velencei hatóságok irányításával és rámai ferences szerzetesek vezetésével Boszniából és Hercegovinából keresztény lakosság érkezett. Plébániáját a 17. század végén alapították, kezdetben Turjake, Košute, Brodarić, Trilj, Vedrine és Vojnić települések hívei tartoztak hozzá. Első plébánosa is egy rámai ferences szerzetes Šimun Pilipović volt, aki 1701-ben felépíttette a régi plébániatemplomot. Később a vojnići és a trilji plébánia kivált belőle. Szolgálatát a sinji ferences atyák látták el. A velencei uralomnak 1797-ben vége szakadt és osztrák csapatok vonultak be a településre. 1806-ban az osztrákokat legyőző franciák uralma alá került, de Napóleon lipcsei veresége után 1813-ban újra az osztrákoké lett. A Habsburg uralom 1918-ig tartott. 1918-ban az új szerb-horvát-szlovén állam, majd később Jugoszlávia részévé vált. 1857-ben 544, 1910-ben 997 lakosa volt. A második világháború idején a Független Horvát Állam része volt. A háború után a szocialista Jugoszlávia része lett. A település 1991-től a független Horvátországhoz tartozik. 2011-ben 1138 lakosa volt, akik főként mezőgazdaságból és állattenyésztésből éltek és a közeli városokban dolgoztak.

## Lakosság
| Lakosság változása | Lakosság változása | Lakosság változása | Lakosság változása | Lakosság változása | Lakosság változása | Lakosság változása | Lakosság változása | Lakosság változása | Lakosság változása | Lakosság változása | Lakosság változása | Lakosság változása | Lakosság változása | Lakosság változása | Lakosság változása |
| ------------------ | ------------------ | ------------------ | ------------------ | ------------------ | ------------------ | ------------------ | ------------------ | ------------------ | ------------------ | ------------------ | ------------------ | ------------------ | ------------------ | ------------------ | ------------------ |
| 1857               | 1869               | 1880               | 1890               | 1900               | 1910               | 1921               | 1931               | 1948               | 1953               | 1961               | 1971               | 1981               | 1991               | 2001               | 2011               |
| 544                | 661                | 603                | 748                | 821                | 997                | 998                | 1.194              | 1.143              | 1.251              | 1.281              | 1.319              | 1.403              | 1.259              | 1.169              | 1.138              |

## Nevezetességei
- Páduai Szent Antal tiszteletére szentelt római katolikus plébániatemploma 1922 és 1925 között épült a temető nyugati részén. Egyhajós betonépület, négyszögletes apszissal. Hosszúsága 28,80 méter, szélessége 10,30 méter. Homlokzatán a bejárat két oldalán és felette félköríves, hosszúkás ablakok láthatók, felettük egy körablakkal, legfelül a harangtoronnyal, melyen a harangok szintjén mind a négy oldalon biforámás ablakok vannak elhelyezve. A harangtorony tetején gúla alakú toronysisak látható. A szentélyben található a nagy márványoltár Szent Antal szobrával. A hajóban a Gyógyító Boldogasszony képe, Jézus Szíve és Szent József szobrai, a keresztút képei, a Gyógyító Boldogasszony és Szent Ferenc mozaikképei (Josip Botteri Dini munkái 1985-ből), valamint hat színes üvegablak Szent Antal életéből vett részletekkel látható (Josip Biffel festőművész művei 1994-ből). A templomot 1939. május 21-én szentelték fel. A főoltár előtt 1977-ben az új liturgikus rendnek megfelelő szembemiséző oltárt helyeztek el. A templomot alacsony betonfallal vették körül. A templomudvar főút felőli bejáratánál 1991-ben két kápolnát építettek a Gyógyító Boldogasszony és Szent Antal tiszteletére.
- A régi Szent Antal plébániatemplom 1701-ben épült a temető területén. Oltárait ezüst fogadalmi ajándéktárgyak díszítették. 1715-ben a török támadás során lerombolták. Ezután új, nagyobb templomot építettek helyette, melynek három oltára volt. Az 1898-as földrengésben ez a templom is megrongálódott, ezután csak részben építették újjá. Ezüst barokk keresztje 1791-ben készült velencei munka.